# Shuangqiao (köpinghuvudort i Kina, Zhejiang Sheng, lat 30,06, long 122,01)
Shuangqiao är en köpinghuvudort i Kina. Den ligger i provinsen Zhejiang, i den östra delen av landet, omkring 180 kilometer öster om provinshuvudstaden Hangzhou. Antalet invånare är 14 976. Befolkningen består av 7 209 kvinnor och 7 767 män. Barn under 15 år utgör 10,0 %, vuxna 15-64 år 74 %, och äldre över 65 år 15,0 %.
Runt Shuangqiao är det mycket tätbefolkat, med 1 056 invånare per kvadratkilometer. Närmaste större samhälle är Lincheng, 19,4 km öster om Shuangqiao. I omgivningarna runt Shuangqiao växer i huvudsak blandskog.
Genomsnittlig årsnederbörd är 1 673 millimeter. Den regnigaste månaden är juni, med i genomsnitt 332 mm nederbörd, och den torraste är januari, med 48 mm nederbörd.